# La Pola
La Pola é uma telenovela colombiana, produzida e exibida pela RCN Televisión. Exibida originalmente entre 13 de setembro de 2010 e 27 de julho de 2011, foi protagonizada por Carolina Ramírez e Emmanuel Esparza.

## Elenco
- Carolina Ramírez e Ana María Estupiñán - Policarpa Salavarrieta
- Emmanuel Esparza e Pablo Espinosa - Alejo Sabaraín
- Juliana Galvis e Matilde Lemaitre - María Ignacia Valencia
- José Sospedra e Joel Bosqued - Leandro Sabaraín
- Luis Fernando Hoyos - Antonio Nariño
- Sebastián Martínez - Jorge Tadeo
- Manuel Navarro - Juan Sámano
- Valentina Rendón - Magdalena Ortega de Nariño
- Zharick León - Catarina Salavarrieta